# Zamia stenophyllidia
Zamia stenophyllidia — вид саговникоподібних з родини замієвих (Zamiaceae). Місцем проживання цього виду є Мексика (Мічоакан).